# 松本あめ市
松本あめ市（まつもとあめいち）は、長野県の旧松本藩領で行われる年頭の大売り出し。起源は戦国時代までさかのぼると言われる。一時は衰退気味であったが、イベント化することによって、活気が戻っている。

## 概要
かつては初市あるいは塩市とも呼ばれ、松本城下では1月11日に行われていた。深志神社の氏子である本町・中町・伊勢町の商店街では、町会ごとに恵比寿や大黒等を祭神にした拝所が作られた。糸魚川街道の成相新田宿（安曇野市）、池田宿（池田町）、大町宿（大町市）でも明治から大正期にかけて同様のあめ市が開設された。成相新田宿の祭神は祇園の八坂神社からスサノオを勧請した。

## 起源
甲斐の武田信玄と、越後の上杉謙信が争っていた時代に、武田と争っていた駿河の今川氏真が武田氏の支配地に塩を供給することを止めるという戦略をとった。武田家支配地の領民を困らせることなので、これに義憤を持った上杉謙信は越後から信濃経由で塩を送った（「敵に塩を送る」の古事、「塩の道」として残る）。この時に、塩が松本に着いた日を記念して「塩市」として始まったと伝えられる。 

## 歴史
深志神社の天神祭りと並び、江戸時代の松本城下の最大の行事であった。1615年（慶長20年）には正月の市初めに塩やあめが売られている記録がある。1835年（天保6年）につくられた絵巻物「市神祭之図（いちがみさいのず）」には、当時の行列の様子が詳しく描かれている。昭和の初めころまでは、町会ごとに担ぎものを出して渡御行列が進み、これを見るために近郷から多くの人出があった。

## 有形文化財
- 「寶舟と七福神人形」が市の重要有形民俗文化財として指定されている。これは、本町五丁目の担ぎものであったもので、松本市立博物館に展示されている。